# Confederación de Trabajadores de Colombia
La  Confederación de Trabajadores de Colombia (CTC) es la central sindical obrera más antigua de Colombia, estaba afiliada a la CIOSL, con la ORIT y fue una de las fundadoras de la Confederación Sindical Internacional (CSI), la central internacional más grande del mundo, y de su regional para América Latina.

## Historia
Fue fundada el 10 de agosto de 1935, bajo los auspicios del presidente Alfonso  López  Pumarejo con su política de Revolución en Marcha. Surgió con el nombre original de Confederación Sindical de Colombia (CSC), el cual cambió en 1938 por su denominación actual tras la unificación con otras centrales obreras, como la Confederación Obrera Nacional (CON, comunista, fundada en 1925), y varios sindicatos de origen liberal y anarquista.
La CTC se nutrió de dirigentes de extracción  liberal, socialista, socialdemócrata y comunista. En la práctica, fue controlada principalmente por liberales, que compartían con los comunistas la capacidad de mantener la disciplina entre sus dirigentes.
En 1929, un sector afín a Jorge Eliecer Gaitán se separó y formó la Central Nacional de Trabajadores (Colombia), pero su influencia resultó débil y sus militantes acabaron reingresando en la CTC, con la excepción de un sector que se incorporó a la conservadora Unión de Trabajadores de Colombia (UTC).
A raíz del estallido de La Violencia en 1948, la CTC fue ilegalizada por el gobierno conservador de Mariano Ospina Pérez, lo que la llevó a mantenerse en la clandestinidad hasta 1953. En 1954, un sector partidario del general Gustavo Rojas Pinilla se separó y fundó la Federación de Trabajadores Colombianos, pero con una influencia débil.
La CTC resurgió tras la caída de la dictadura de Rojas Pinilla en 1957. Jugó a su favor la proximidad con el Partido Liberal, el cual comenzó liderando el Frente Nacional al llevar a Alberto Lleras Camargo a la presidencia de la República en 1958. El sector liberal de la CTC se sentía hegemónico y decidió romper con los comunistas aprovechando el clima de anticomunismo que se había recrudecido como reacción a la revolución cubana. La ruptura se formalizó en el XII congreso, celebrado en Cartagena del 18 al 21 de diciembre de 1960. En el evento participó personalmente el entonces presidente Lleras Camargo. Pero el Comité Ejecutivo, aplicando métodos gangsteriles semejantes a los de algunos sindicatos en Estados Unidos, impidió la participación de los delegados de adscripción comunista y expulsó a numerosos sindicatos dirigidos por ellos. Como respuesta, los expulsados crearon el 21 de diciembre el Comité de Unidad de Acción y Solidaridad Sindical (CUASS), la cual llegó a conformarse como una nueva central en 1964: la Confederación Sindical de Trabajadores de Colombia (CSTC).
En 1965 se agitó un movimiento en el país al interior del Movimiento Sindical y otros sectores sociales y políticos, contra las medidas económicas y la situación que se daba en el país.
La CTC participó inicialmente en esa protesta, promoviendo una reforma a la Legislación Laboral de entonces, reivindicando entre otros postulados una garantía real al derecho de huelga, estabilidad en el trabajo (abolición de la Cláusula de reserva y el periodo presuntivo), por cuanto los trabajadores estaban a merced de la voluntad unilateral de los empleadores en la terminación de los contratos de trabajo, sin ninguna indemnización por el daño emergente causado.
Empero en demanda de los propósitos de la huelga nacional convocada, la dirección de la CTC, percibió que no estaban claros los objetivos de la propuesta y que se ocultaba una acción distinta encaminada a un Golpe de Estado al régimen en el que estaba comprometido un General de la República, por lo tanto no lo apoyo.
En 1976, José Raquel Mercado Martínez, trabajador y líder del terminal marítimo de Cartagena, y presidente de la central desde el XII congreso de 1960, fue secuestrado el 15 de febrero por el grupo guerrillero M-19, y posteriormente asesinado por sus captores el 19 de abril posterior.
Este suceso causó gran conmoción entre la sociedad colombiana y en las esferas internacionales, que expresaron su condena por tan repudiable procedimiento.
A partir de este hecho, la CTC es víctima de los asesinatos sistemáticos de sus dirigentes y militantes. En 1986, un sector progresista se separó para incorporarse a la Central Unitaria de Trabajadores de Colombia (CUT).
A finalizar el siglo XX e iniciar el presente siglo, perdura entre las bases de la CTC la influencia liberal y se mantiene como una de las principales fuerzas sindicales del país junto a la CUT y la CGT.